# Freimaurerorden
Freimaurerorden ist ein freimaurerischer Begriff, mit dem sich manche freimaurerische Dachverbände (Großlogen) von Freimaurerlogen bezeichnen, die damit eine besondere Betonung auf die freimaurerische Ordnung zum Ausdruck bringen möchten und häufig eine esoterische oder religiöse Ausrichtung oder einen Bezug zu einem Hochgradsystem aufweisen. Dabei wird häufig ein ideeller Bezug zum Templerorden hergestellt. Der freimaurerischen Konstitution wird hierbei Ordensregeln und das freimaurerische Gelübde einem Ordensgelübde gleichgesetzt, ohne dass dies ein Armuts- oder Keuschheitsgelübde beinhaltet. Ebenso stellen Freimaurerorden keine Lebensgemeinschaft dar, auch bezeichnet es nicht die Freimaurerei insgesamt, sondern ausschließlich Organisationen innerhalb ihrer.

## Begriff
Der Begriff „Orden“ stellt hierbei eine freimaurerische Lehnübersetzung aus dem Englischen „Order“ dar und enthält keine religiöse Konnotation; in England wird der Begriff synonym zu „fraternity“ (Bruderschaft) und „craft“ (Handwerk) verwendet. Die alten freimaurerischen Ordnungen, auf denen die Alten Pflichten der Freimaurerei beruhen, wie auch die Alten Pflichten selbst enthalten diesen Begriff indes nicht.
Da der Begriff des „Ordens“ im Deutschen Sprachraum vor allem religiöse oder esoterische Organisationen bezeichnet, wird er dort in der Freimaurerei allgemein gemieden. Aus dem gleichen Grund wird er aber beispielsweise bei der christlich orientierten Großen Landesloge der Freimaurer von Deutschland verwendet.